# Regime (politica)
Nelle scienze politiche viene detto regime una forma di governo.

## Uso scientifico
Il termine sotto il profilo scientifico è dotato di «polivocità», in quanto evoca l'esercizio di un sistema di controllo sociale sulla popolazione.
Almeno in teoria, l'attribuzione di questo termine ad un certo particolare governo esistente non implica un giudizio di qualche tipo su di esso, ed infatti la maggior parte dei commentatori politici lo usa in modo neutro.

## Uso comune
In pratica tuttavia, soprattutto a livello colloquiale ed informale, viene usato spesso come sinonimo di "dittatura" o "regime dittatoriale", a governi con una fama di essere repressivi, non democratici o illegittimi, specialmente quando la modalità di controllo sociale è strettamente correlata ed identificata con una personalità o un gruppo politico che vi assume un ruolo dominante (ad es. "il regime di Benito Mussolini" o "il regime di Franco"), oppure ad una determinata ideologia politica (ad es. il regime nazista, fascista o comunista) oppure ad una dittatura militare.
In tal senso un regime si caratterizza, oltre che spesso per caratteri antidemocratici con violazioni delle libertà civili e individuali, anche per l'autodeterminazione finalizzata alla sopravvivenza nel più lungo periodo del regime stesso facendo spesso ricorso a forme di propaganda, disinformazione, demagogia e populismi, fino al caso limite di violenze repressive. In questi contesti, il sintagma implica un significato di disapprovazione morale o di opposizione politica. A riprova di ciò basta osservare come sia raro sentir parlare di un "regime democratico", sebbene la locuzione sia perfettamente coerente, perché si intende solo un "tipo particolare di Stato", che può essere democratico o anche dittatoriale, mentre per parlare di "regime dittatoriale" spesso si parla semplicemente di regime.
Secondo il professore di Yale Juan José Linz oggi esistono tre tipi principali di regimi politici: le democrazie, i regimi totalitari e i regimi autoritari, con i regimi ibridi che si collocano tra queste categorie.
Il termine "regime" è spesso usato in modo critico per descrivere un leader come corrotto o antidemocratico. Mentre il termine originariamente si riferiva a qualsiasi tipo di governo, nell'uso moderno ha spesso una connotazione negativa, implicando autoritarismo o dittatura. Il Merriam-Webster definisce un regime semplicemente come una forma di governo, mentre l'Oxford English Dictionary lo definisce come "un governo, specialmente uno autoritario".

Nel discorso accademico contemporaneo, il termine "regime" è usato in senso più ampio rispetto ai contesti popolari o giornalistici. Si riferisce a "uno strato intermedio tra il governo, che è responsabile delle decisioni quotidiane e può essere cambiato relativamente facilmente, e lo Stato, che comprende una burocrazia complessa incaricata di un'ampia gamma di funzioni coercitive e amministrative". Negli studi globali e nelle relazioni internazionali, il concetto di regime è anche usato per nominare agenzie di regolamentazione internazionali, che si trovano al di fuori del controllo dei governi nazionali. Alcuni autori distinguono quindi analiticamente tra istituzioni e regimi, pur riconoscendo che sono legati tra loro:
Le istituzioni, come le descriviamo, sono organismi di pratiche, procedure e norme promulgati pubblicamente e relativamente duraturi, che vanno da entità legali formalizzate come l'OMC a insiemi di pratiche e regimi più informali ma legalmente sostenuti e duraturi come il mercato capitalista liberale. Le frasi chiave qui sono "promulgati pubblicamente" e "relativamente duraturi". La frase "promulgata pubblicamente" in questo senso implica proiezione attiva, sanzione legale e, spesso, una sorta di opposizione. 
I regimi possono quindi essere definiti come insiemi di protocolli e norme incorporati in istituzioni o pratiche istituzionalizzate – formali come gli stati o informali come il “regime commerciale liberale” – che sono promulgati pubblicamente e relativamente duraturi. È comune legare un individuo o un’ideologia a un regime governativo.

## Tipi di regimi politici

### Regimi autoritari

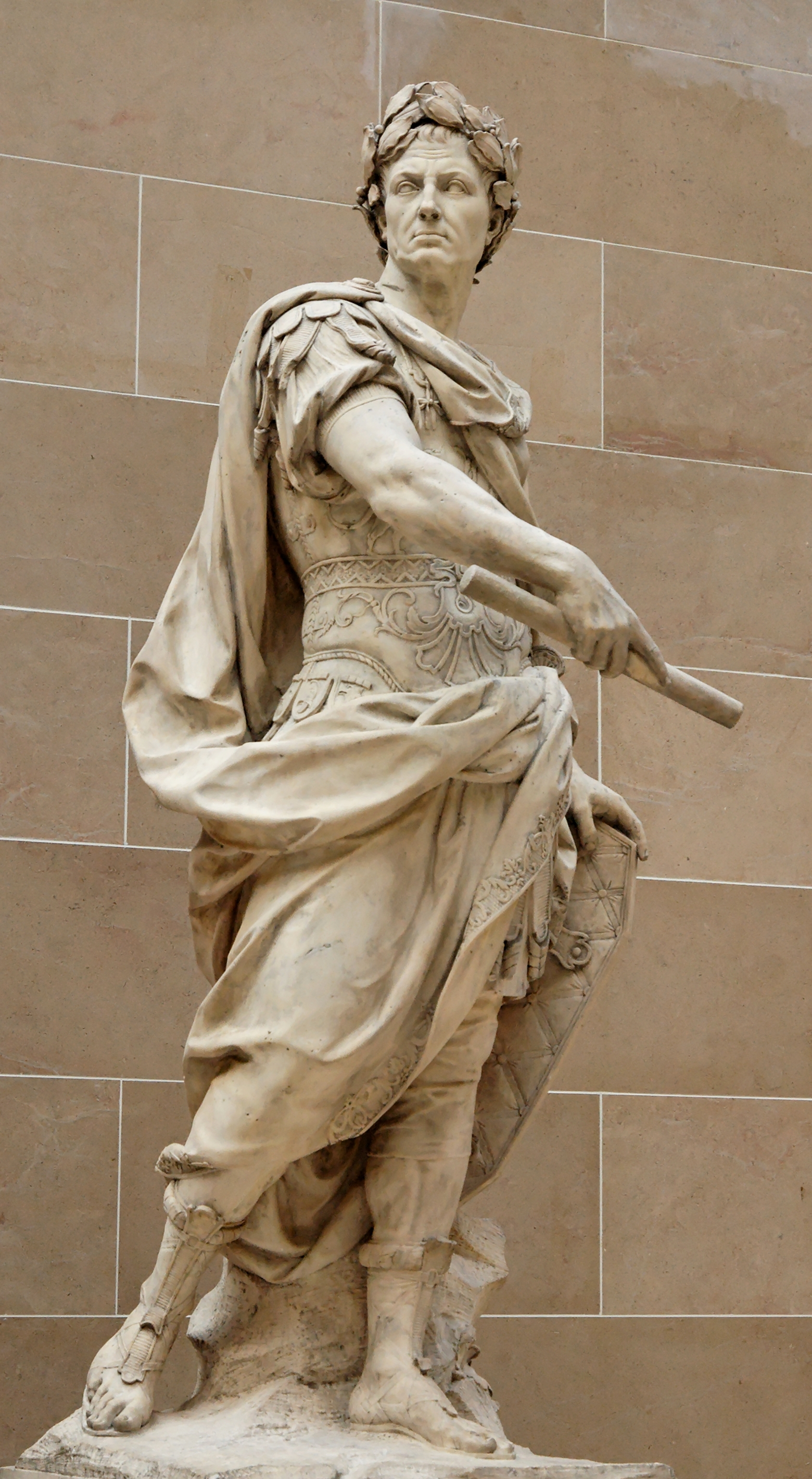
Una statua di Giulio Cesare

I regimi autoritari sono sistemi in cui il potere è altamente centralizzato e spesso concentrato nelle mani di un singolo leader o di un piccolo gruppo d'élite. Nei regimi autoritari, l'opposizione politica è spesso repressa, con voci dissenzienti messe a tacere attraverso tattiche come la censura, la prigionia o la violenza. Le libertà politiche, tra cui la libertà di parola e di stampa, sono solitamente limitate o strettamente controllate dal governo. Mentre le elezioni possono aver luogo in alcuni sistemi autoritari, spesso non sono né libere né eque, con risultati manipolati per garantire il predominio dell'élite al potere e mantenere la propria presa sul potere. Lo scienziato politico Juan Linz afferma che un governo autoritario manca sia di pluralismo politico che di mobilitazione politica. Afferma che un regime autoritario ha specificamente vaghi limiti al potere esecutivo per dare più controllo al ramo esecutivo. Ad esempio, la Russia dimostra caratteristiche di autoritarismo tenendo elezioni, ma queste sono pesantemente controllate, con significative restrizioni imposte ai partiti e ai candidati dell'opposizione e ai media che operano sotto l'influenza dello Stato. Allo stesso modo, la Cina esemplifica un regime autoritario in cui il Partito Comunista mantiene uno stretto controllo sul sistema politico, limita le libertà civili e la libertà di espressione per garantire il suo predominio. Un altro esempio degno di nota è l’Impero Romano sotto Giulio Cesare che aveva un governo altamente centralizzato che trasformò la Repubblica romana nell’Impero Romano.

### Regimi totalitari

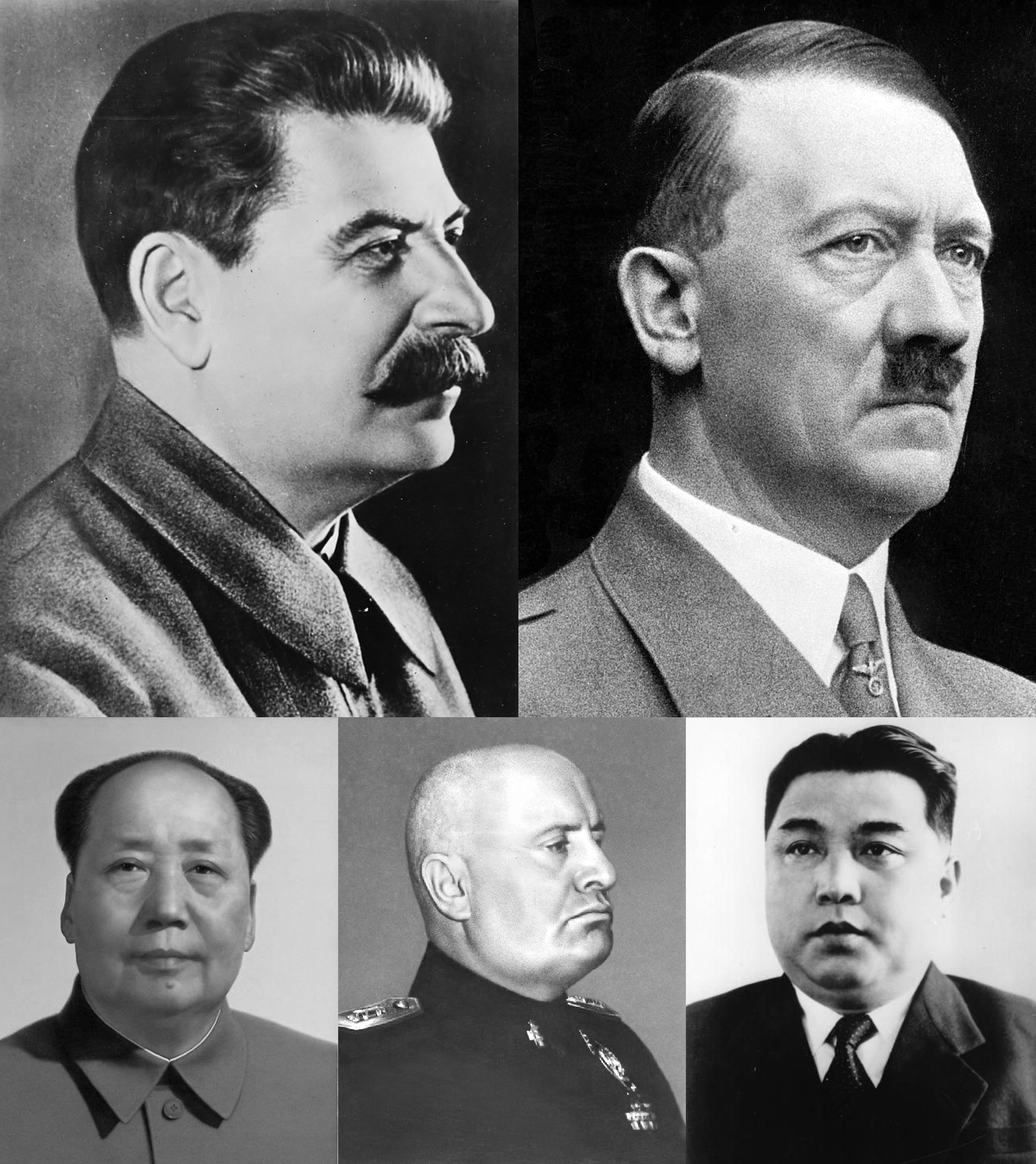
Immagini di leader totalitari

I regimi totalitari rappresentano la forma più estrema di autoritarismo, in cui il governo cerca il controllo totale su tutti gli aspetti della vita pubblica e privata. Nei regimi totalitari, lo stato esercita il controllo su quasi ogni aspetto della società, comprendendo l'economia, i media, l'istruzione, la cultura e persino le convinzioni e i valori personali degli individui. Questi governi spesso impiegano sistemi di sorveglianza di massa, utilizzando tecnologie avanzate e reti di informatori per monitorare i cittadini e reprimere qualsiasi forma di opposizione. Un segno distintivo di tali regimi è l'uso del terrore sponsorizzato dallo Stato, che include tattiche come la prigionia, la tortura e le sparizioni forzate, instillando paura per mantenere l'autorità e garantire la conformità. Il regime in genere sostiene un'ideologia politica singolare che viene promossa attraverso la propaganda e i media controllati dallo Stato, assicurando che tutti i cittadini si conformino alle opinioni dello Stato. La Corea del Nord è un importante esempio di regime totalitario, con la leadership della famiglia Kim che esercita un controllo quasi completo su ogni aspetto della vita nel paese. Allo stesso modo, la Germania nazista sotto Adolf Hitler era un regime totalitario che cercava di controllare non solo lo Stato ma anche la vita culturale e sociale del suo popolo, usando il terrore e la propaganda per mantenere il potere.

### Regimi democratici
I regimi democratici sono caratterizzati dallo stato di diritto, in cui le leggi si applicano equamente a tutti i cittadini, compresi i funzionari governativi. In una democrazia, i cittadini hanno il diritto di partecipare a elezioni libere ed eque, in cui possono votare per rappresentanti e leader in un processo competitivo. Questi regimi in genere mantengono un sistema politico che garantisce che più partiti politici possano competere per il potere, riflettendo il pluralismo politico all'interno della società. Inoltre, le democrazie danno priorità alla protezione delle libertà civili, come la libertà di parola, di riunione e di religione, che sono diritti fondamentali garantiti dallo Stato. Una caratteristica fondamentale dei regimi democratici è la separazione dei poteri tra i rami esecutivo, legislativo e giudiziario del governo, assicurando che nessun ramo detenga troppo potere e che ognuno possa fungere da controllo sugli altri. Esempi di regimi democratici includono gli Stati Uniti, in cui il potere è diviso in sistemi federali e statali, e la Germania, che presenta una democrazia parlamentare con una forte attenzione ai diritti umani. Il termine democrazia può avere connotazioni positive, ma secondo lo scienziato politico Samuel Hutington è importante riconoscere la democrazia semplicemente come un sistema di governo con elezioni libere ed eque per ritenere i leader responsabili.

## Regimi urbani
I teorici suggeriscono che i regimi urbani localizzati esistono e sono modellati dall'interazione unica di interessi, istituzioni e idee all'interno di una città. Sono caratterizzati dalle relazioni tra governo locale, élite politiche e varie istituzioni che lavorano tutte verso obiettivi politici specifici e strutture governative. Jill Clark sostiene che questi tipi di regime sono categorizzati da fattori economici e definizione delle politiche all'interno di una comunità. I sei tipi di regime urbano sono imprenditoriale, di custodia, player, progressista, stewardship (traducibile con "gestione etica e responsabile delle risorse") e demand-side ("dal lato della domanda").

### Imprenditoriale
Un regime urbano imprenditoriale è definito come avente forti legami con i leader aziendali ed è formato per far progredire la gerarchia di una città in relazione ad altre città. Questo tipo opera in sedi esclusive dove importanti leader aziendali e politici deliberano. I leader in questo tipo di regime si concentrano sulla raccolta di voti per la rielezione sostenendo progetti che attraggono la comunità.

### Di custodia
Un regime urbano di custodia è progettato per preservare lo status quo, mantenere basse le tasse e preservare la qualità della vita in una città. Ciò è spesso associato agli interessi dei contribuenti e dei proprietari di case. L'obiettivo di questo tipo di regime è quello di ridurre il coinvolgimento del settore governativo e aumentare il coinvolgimento del settore privato.

### Player
Un regime urbano di player ("giocatori") è caratterizzato dal coinvolgimento attivo del governo nel processo decisionale del settore privato. Questo tipo di regime svolge un ruolo chiave nella gestione e risoluzione delle controversie tra gruppi comunitari e aziende, spesso agendo da mediatore per bilanciare interessi contrastanti. In alcuni casi, i regimi di player possono utilizzare i poteri coercitivi del governo per affrontare e risolvere le crisi all'interno della comunità, garantendo stabilità e progresso. Quando i regimi di player si allineano con le iniziative guidate dallo Stato e con strategie di governance più ampie, possono evolversi in regimi urbani di stewardship, fondendo il processo decisionale collaborativo con un focus sul benessere della comunità e sullo sviluppo sostenibile.

### Progressista
Un regime urbano progressista enfatizza la ridistribuzione dei benefici di una società industrializzata e sviluppata per promuovere l'equità economica. L'obiettivo principale è ridistribuire le risorse a vari gruppi o aree di una città che sono più bisognose, tra cui minoranze etniche, popolazioni economicamente svantaggiate e quartieri colpiti dalla gentrificazione. Il processo decisionale in questi regimi è spesso inclusivo, consentendo a tutti gli stakeholder di esprimere la propria opinione nel determinare chi merita maggiormente il sostegno e come vengono distribuite le risorse. Quando i regimi progressisti incorporano la responsabilità fiscale e l'attenzione alla sostenibilità dei regimi di stewardship, si evolvono in regimi attivisti, fondendo obiettivi guidati dall'equità con la resilienza della comunità a lungo termine.

### Stewardship
Un regime urbano di stewardship è definito dal suo atteggiamento più avverso nei confronti delle grandi aziende rispetto ai regimi imprenditoriali. Questi regimi danno priorità alla salvaguardia degli interessi della comunità, assicurando il benessere dei residenti locali rispetto al promuovere programmi incentrati sul business. A differenza dei regimi urbani progressisti, che ridistribuiscono attivamente le risorse per affrontare la disuguaglianza, i regimi di stewardship si concentrano sulla responsabilità fiscale, gestendo gli investimenti dei contribuenti in modo responsabile senza sforzi di ridistribuzione diretta. Questo modello di governance cerca di trovare un equilibrio tra la difesa del "piccolo" e il mantenimento di un ambiente di investimento sostenibile ed equo, promuovendo la resilienza della comunità a lungo termine.

### Demand-side
I regimi urbani demand-side si concentrano sul supporto alle piccole imprese e sulla rivitalizzazione dei quartieri. Questi regimi incoraggiano attivamente e forniscono assistenza statale alle piccole imprese, spesso istituendo programmi di capitale di rischio gestiti dallo Stato per stimolare l'imprenditorialità e promuovere lo sviluppo di nuove attività. Questa strategia consente al governo di svolgere un ruolo significativo nel dare forma alla crescita economica locale e alla rivitalizzazione urbana. I regimi dal lato della domanda sorgono frequentemente quando le politiche progressiste si allineano alle iniziative governative per dare potere ai proprietari di piccole imprese e promuovere attività economiche basate sulla comunità.

## Misurazione del regime
Esistono due metodi principali per misurare i regimi: misure continue della democrazia (ad esempio, Freedom House (FH), Polity, and the Varieties of Democracy (V-Dem)) e misure binarie della democrazia (ad esempio, Regimes of the World). Le misurazioni continue classificano i regimi lungo una scala di caratteristiche democratiche e autocratiche, consentendo una differenziazione sfumata. Storicamente, queste misurazioni si sono concentrate principalmente sulla distinzione delle democrazie dalle autocrazie, ma da allora si sono evolute per includere varie gradazioni di governance. Al contrario, le misurazioni binarie classificano i regimi in termini più semplici, categorizzandoli rigorosamente come democratici o non democratici.
Alcuni studiosi sostengono che, a meno che un governo non soddisfi determinati criteri democratici, non può essere considerato una vera democrazia. Tuttavia, accademici come il professore di Stanford Philippe C. Schmitter e il professore associato Terry Lynn Karl suggeriscono che la democrazia è meglio considerata come una matrice di risultati. Questa matrice include fattori come il consenso, la partecipazione, l’accesso, la reattività, la regola della maggioranza, la sovranità parlamentare, il party government (la direzione e il controllo dei processi di governo da parte di un singolo partito politico), il pluralismo, il federalismo, il presidenzialismo e i controlli e gli equilibri, offrendo un quadro più completo per valutare le pratiche democratiche.
Il V-Dem Institute, un'organizzazione di ricerca indipendente, è un esempio importante di misurazione continua della democrazia. Utilizza un set dettagliato di indicatori, come l'accesso alla giustizia, la corruzione elettorale e la libertà dalla violenza sponsorizzata dal governo, per valutare la qualità della governance. Il V-Dem si affida a esperti nazionali che forniscono valutazioni soggettive per queste caratteristiche latenti del regime nel tempo, contribuendo a una delle fonti di dati più complete sulla democrazia a livello mondiale.